# 国立環境研究所
国立研究開発法人国立環境研究所（こくりつかんきょうけんきゅうしょ、英語: National Institute for Environmental Studies）は、茨城県つくば市小野川に存在する日本の国立研究開発法人の一つで環境問題に関する公的研究機関。略称は国環研、NIES。建物設計は大谷幸夫（大谷研究室）。

## 概要
つくば市小野川16番地2に所在する、環境問題に関する公的研究機関である。建物は5つの建築群から構成されており、それぞれが固有の空間構成と形態を取っていながら、コンクリートと構造部材を統一的な造形要素とすることにより施設全体の統合感を保っている。｢環境｣を意識した作りとなっており、施設内にアカマツを残しているほか、排水を所内の池で調整する等自然の保全に努められた施設となっている。

## 沿革
- 公害問題に関する社会的関心の高まりに対応し、1971年7月環境庁が設立され、その研究所として国立公害研究所が1974年3月に発足した。
- 直接的な公害被害への対応から地球環境問題など環境保全への対応が課題となるのに伴い、1990年7月、組織を全面改組するとともに国立環境研究所と改称した。
- 2001年1月、省庁再編により環境省発足。同年4月環境省所管の独立行政法人国立環境研究所となる[3]。
- 2015年4月、国立研究開発法人国立環境研究所に改称[3]。
- 2016年4月、福島支部を開設[4]。
- 2017年4月、琵琶湖分室を滋賀県琵琶湖環境科学研究センター内に設置[5]。

## ミッション
環境研究業務と、環境情報の収集・整理・提供業務が主なミッションであるが、環境研究業務では、以下の7分野が重点研究分野として提示されている。
1. 地球温暖化を始めとする地球環境問題への取り組み
2. 廃棄物の総合管理と環境低負荷型・循環型社会の構築
3. 化学物質等の環境リスクの評価と管理
4. 多様な自然環境の保全と持続可能な利用
5. 環境の総合的管理（都市域の環境対策、広域的環境問題等）
6. 開発途上国の環境問題
7. 環境問題の解明・対策のための監視観測

また、これらの分野のうち、研究資源の重点的配分等を実施する課題として特に重要なものが提示されている。
1. 地球温暖化の影響評価と対策効果
2. 成層圏オゾン層変動のモニタリングと機構解明
3. 内分泌攪乱化学物質及びダイオキシン類のリスク評価と管理
4. 生物多様性の減少機構の解明と保全
5. 東アジアの流域圏における生態系機能のモデル化と持続可能な環境管理
6. 大気中微小粒子状物質（PM2.5）・ディーゼル排気粒子（DEP）等の大気中粒子状物質の動態解明と影響評価

この他、基盤的調査・研究の充実及び知的研究基盤の整備 なども目標とされている。
2024年、同研究所が関与した人工衛星いぶきによる観測から、全大気平均二酸化炭素濃度の年増加量が2011年以降の14年間で最大となる3.5 ppm/年を記録し、全大気平均濃度が421 ppmを超えたことが報告された。これは地球温暖化の進行が加速していることを示す重要な知見であった。
陣容は研究職を中心とする常勤職員約270名の他、約600人の外来研究者を受け入れている。

## 環境情報・環境教育に関する取組
EICネットなど環境情報を公開し共有することにより、国民の環境に対する意識を高め、さらに実効ある効果を上げている。

## IPCCへの協力
気候変動に関する政府間パネル（IPCC）に協力しており、IPCC第4次評価報告書には79論文が採択された。また、IPCCのノーベル平和賞受賞後に当研究所出身の14人の研究員に対してIPCCから感謝状が贈られた。
国立環境研究所のウェブサイトでは、科学的な知見を共有するために、IPCCの評価報告書に関する動画解説や解説ウェブサイトを公開している。

## 組織
- 企画部[9]
- 総務部
- 環境情報部
- 気候変動適応センター
- 地球環境研究センター
- 資源循環・廃棄物研究センター
- 環境リスク・健康研究センター
- 地域環境研究センター
- 生物・生態系環境研究センター
- 社会環境システム研究センター
- 環境計測研究センター
- 福島支部
- 琵琶湖分室

## 歴代所長・理事長
所長
1. 大山義年（1974年3月 - 1977年7月）
2. 佐々学（1977年10月 - 1980年1月）
3. 近藤次郎（1980年2月 - 1985年9月）
4. 江上信雄（1985年10月 - 1988年6月）
5. 不破敬一郎（1988年7月 - 1990年3月）
6. 小泉明（1990年4月 - 1992年3月）
7. 市川惇信（1992年4月 - 1994年3月）
8. 鈴木継美（1994年3月 - 1996年9月）
9. 石井吉徳（1996年10月 - 1998年3月）
10. 大井玄（1998年4月 - 2001年3月）

理事長
1. 合志陽一（2001年4月 - 2005年3月）
2. 大塚柳太郎（2005年4月 - 2009年3月）
3. 大垣眞一郎（2009年4月 - 2013年3月）
4. 住明正（2013年4月 - 2017年3月）
5. 渡辺治保（2017年4月 - 2021年3月）
6. 木本昌秀（2021年4月 - ）

## 不祥事
2014年3月31日、国立環境研究所の女性研究者が筆頭著者の論文に改竄が見つかり、女性研究者の不正責任が公式認定された。女性研究者は国立環境研究所を雇い止め（事実上の解雇）となり、大学の調査に応じなかった。この事件で女性研究者の他に不正責任が公式認定された筑波大学の男性教授、女性講師は辞職後にそれぞれ停職6月相当、諭旨解雇相当の処分を受けたが、国立環境研究所は女性研究者を何も処分しなかった。